# Modra rijeka
Modra rijeka je prvi studijski album sastava Indexi.

## Uvod
Poslije punih 16 godina rada, Indexi su u rujnu 1978. godine objavili prvi studijski autorski album. 
Generacijski vršnjaci Indexa, The Rolling Stones, do tada već imaju 17 albuma, a Bijelo dugme, recimo, staro tada tek četiri godine, ima i četiri albuma.
Nakon onog fascinantnog razdoblja na prijelazu šezdesetih i sedamdesetih, ispunjenog velikim rock ostvarenjima, glazbenim eksperimentima ispred vremena, djelima koja ih čine velikima taman da ništa više nisu napravili, Indexi su se prepustili lagodnoj struji što je više plutala 'laganini po sredini', mimo svih virova, i stvarali uglavnom neobavezniju festivalsku glazbu. U diskografskom portofoliju imali su do tada 22 singla i tri kompilacijske zbirke na albumima.

## Osnovni podaci o albumu
Na stihove Maka Dizdara iz poetskih zbirki "Kameni spavač" i "Modra rijeka", glazbu su napisali Slobodan Bodo Kovačević i Fadil Redžić. 
Nimalo jednostavno nije uklopiti metriku pjesničkih stihova iz drukčijeg vremena, ambijenta i izričaja, kakav je Makov, u moderne rock aranžmane. Ali, pokazalo se, ne i za Indexe, oni su s ovom svojom poetsko-glazbenim avanturom sami sebi stavili krunu na glavu. 
Osnovni podaci o albumu:
Album je sniman u studiju Jugotona u Zagrebu, tijekom siječnja, sa skromnih sto radnih sati na raspolaganju, uz samo jedan prekid – da se proslavi rođenje kćerke Sanje Fadila Redžića.
Indexima su se na snimanju pridružili Tihomir Pop Asanović, koji je svirao solo orgulje, te Ranko Rihtman na solo klaviru. Glazbenu produkciju zajednički potpisuju Nikola Borota Radovan i Indexi, dok su aranžmane radili Slobodan Kovačević, Fadil Redžić i Ranko Rihtman.
Konceptualnom ugođaju pridonijeli su i veliki ladimirevački glumac Fabijan Šovagović, koji je na albumu kazivao stihove Maka Dizdara "Modra rijeka" i "Zapis o zemlji", te slavni sarajevski slikar Mersad Berber, kao autor umjetničke slike koju je Dragan S. Stefanović iskoristio za dizajniranje omota, s istančanim osjećajem prilagođenim duhu glazbene i poetske priče.
Nakon završenog snimanja, miksanje je obavljeno narednog mjeseca u münchenskom Barbarossa Tonstudiju.

## Popis pjesama
1. Modra rijeka (S. Kovačevć – Mak Dizdar – R. Rihtman)
2. Blago (Fadil Redžić)
3. Brod (Slobodan Kovačević)
4. More (Slobodan Kovačević)
5. Zapis o zemlji (stihove kazuje Fabijan Šovagović)
6. Slovo o čovjeku (Fadil Redžić)
7. Pustinja (S. Kovačević – R. Rihtman)
8. More II (Slobodan Kovačević)
9. Modra rijeka II (S. Kovačević – R. Rihtman)

Ukupno vrijeme: 43:37
Jugoton, 1978. / reizdanje: Croatia Records 1995.

## O pjesmama
Prvi studijski album Indexa je kompaktno, jedinstveno djelo, sačinjeno od osam poglavlja, osam pjesama, kroz koje se, svaku od njih, kao nit što ih povezuje od početka do kraja, provlači zvuk klavira/klavijatura i diskretni kolorit gudača. 
Album otvara i zatvara tema "Modra rijeka", urađena iz dvije različite vizure. U ovim i svih ostalih šest kompozicija mogla se očekivati naglašenija uloga gitare Slobodana Bode Kovačevića, koji je svojim solažama izrazito bojio sve dotadašnje složenije radove (Dvojnik, Negdje na kraju u zatišju, Plima, Ugasila je plamen, Hej ti). 
No, jedini istaknutiji solo, vrlo dojmljiv naravno, dogodio se u pjesmi "More" (još jedna dugosvirajuća 11-minutna tema Indexa), ali na akustičnoj gitari. Samo još dva, tek diskretna i nježna sola na njegovoj čuvenoj električnoj gitari događaju se ispod Davorinovog glasa u pjesmi "Slovo o čovjeku", te drugi sličan između dvije strofe pjesme "Pustinja". 
Završna "More II" je jedina instrumentala, na čijim smirenim zvučnim valovima album naprosto otklizi prema logičnom kraju.
Od ukupno osam melodija na albumu, šest je skladao Slobodan Kovačević i dvije Fadil Redžić; "Blago" i "Slovo o čovjeku". 
Za ovu drugu Fadil danas smatra da je jedna od najboljih koje je uradio u životu i to ovako objašnjava:
Na tu sam kompoziciju zaista ponosan. Još uvijek se dobro zbog nje osjećam, kako se ona razvija, kako raste... Ima ona i jedno neobično rješenje. Meni se uvrtila u glavu ideja da gitara treba zvučati oktavu niže nego što prirodno zvuči. Ne znam zašto mi se to odjednom baš tako svidjelo, uglavnom ja sam Bodu na snimanju dobro namučio da uradi ono što sam zamislio. Naime, puštali smo snimak matrice s magnetofona dvostruko brže, a Bodo je morao također svirati gitaru dvostruko brže. Hm, nije to baš jednostavno, ali bio je on vrlo strpljiv i discipliniran... Dakle, kad smo to snimili, vratili smo traku s novom matricom na normalnu brzinu i dobili taj neobičan efekat. Danas se on bez ikakve muke radi na nekim novim uređajima za snimanje, ali mi smo ga uspjeli sami proizvesti, našom dosjetljivošću i Bodinim fenomenalnim sviranjem.
"Modra rijeka" nije klasični rock album, nije ni rock opera, kakav je bio "Gubec beg", prva hrvatska rock opera iz 1975. godine.
Nimalo komercijalan u smislu pitkih, radiofoničnih pjesama i pamtljivih pjevnih refrena, s teškim neparnim taktovima i još težim stihovima, "Modra rijeka" je ipak našla put do publike, koja je prihvatila odjednom ovakve, ozbiljne Indexe, nakon niza godina što ih oni ispuniše isključivo festivalskim veselim pjesmicama. 
Zbog toga će album, nakon premijernog objavljivanja u listopadu 1978. godine, imati još dva reizdanja u Croatia Recordsu, 1995. i 1999. g.

## Recenzije albuma
Recenzije su, bez iznimke, bile ispunjene hvalospjevima.
U jednoj od njih, beogradski novinar i rock kritičar Petar Peco Popović piše:
"Zbunila me sasvim 'Modra rijeka'. Ti osumnjičeni, ti osporavani, ti zaboravljeni Indexi iz prošlosti su otišli korak i po u budućnost. 'Modra rijeka' nije samo ploča. To je kompletno delo pred kojim od ushićenja i sam budan sanjam. Nemoćan da se kajem što sam u te iste autore ponekad glasno sumnjao. Sve što je valjalo uraditi a da se ime Indexa vrati u visine poštovanja, bez greške je učinjeno."
Velike i klasične promotivne turneje nije bilo. Tek poneki koncert. Jedan od njih dogodio se u beogradskoj dvorani Pionir, pred oko 3500 posjetitelja i s tog koncerta je novinar Marko Lopušina zabilježio:
"Publika na koncertu bila je pomalo zbunjena. Želela je stare stvari, želela je da zapljeska hitovima, a slušala je 'neku' glazbu. Ipak, verujući im, izdržala je premijeru nove ploče. Buran aplauz pokazao je da je glazba pobijedila... U izjavama sutradan Davorin Popović je priznao da se bojao da neće naići na razumjevanje, da se glazba neće nikome dopasti, ali da je posle 'velikog finala' oduševljen reakcijom slušalaca."